# عبد الرشيد (عداء)
عبد الرشيد (بالإنجليزية: Abdul Rashid) هو عداء مراثوني باكستاني، ولد في 15 فبراير 1979 في خانيوال في باكستان.

## وصلات خارجية
- عبد الرشيد على موقع الاتحاد الدولي لألعاب القوى (الإنجليزية)
- عبد الرشيد على موقع أوليمبيديا (الإنجليزية)